# عقد 1030 هـ
عقد 1030 هـ هو الفترة بين عام 1030 إلى 1039 في التقويم الهجري، أي العشر سنوات الرابعة من القرن الحادي عشر الهجري.